# HDMI

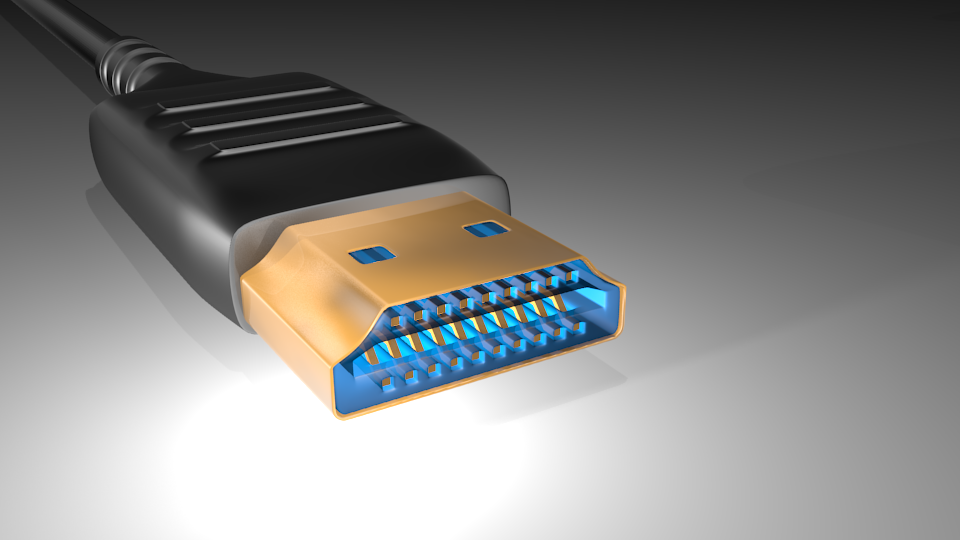
Standardní HDMI male konektor

HDMI (High-Definition Multimedia Interface) je označení nekomprimovaného obrazového a zvukového signálu v digitálním formátu. Může propojovat například satelitní přijímač, DVD přehrávač, set-top box nebo počítač s kompatibilním zobrazovacím zařízením, jako je televizor nebo monitor, které jsou vybavené HDMI konektorem. Alternativou je DisplayPort.
HDMI podporuje přenos videa ve standardní, rozšířené nebo high-definition kvalitě, a až 8kanálový digitální zvuk. Rozhraní nezávisí na různých televizních a satelitních standardech, protože přenáší nekomprimovaná video data.
Konektor HDMI typu A má 19 pinů, novější, málo rozšířená verze s označením B má 29 pinů pro přenos videa s větším rozlišením. Typ A je zpětně kompatibilní s rozhraním Single-link Digital Visual Interface, používaném v osobních počítačích. Zařízení s DVI výstupem tak může poskytovat video signál pro HDMI zobrazovací zařízení, zvuk se ale musí přenášet jinou cestou. Konektor typu B je pak zpětně kompatibilní s Dual-link DVI.
K zakladatelům HDMI patří firmy Hitachi, Matsushita Electric Industrial (Panasonic), Philips, Sony, Thomson (RCA), Toshiba, a Silicon Image. Podporují ho filmová studia Fox, Universal Pictures, Warner Bros. a Disney.

## Historie
Vývoj HDMI 1.0 začal 16. dubna 2002 s cílem vytvořit zařízení zpětně kompatibilní s DVI, které se v tu dobu vyskytovalo na většině HD televizorů a přehrávačů DVD. HDMI bylo vytvořeno k vylepšení DVI pomocí menšího konektoru s přidanou podporou pro přenos zvuku. Vzhledem k úspěšnosti na trhu (v roce 2004 prodáno 5 milionů zařízení s HDMI, v roce 2007 143 milionů) se stal z HDMI celosvětový standard.

## Specifikace

### Konektory
V současnosti existují čtyři typy konektorů HDMI: A, B, C, D. Typy A a B jsou definovány od verze 1.0, typ C až od verze 1.3 a typ D od verze 1.4.
- Typ A má 19 pinů a šířku pásma pro podporu všech současných režimů SDTV, EDTV a HDTV. Rozměry konektoru jsou 13,9 mm na šířku a 4,45 mm na výšku. Typ A je fyzicky kompatibilní se single link DVI-D.
- Typ B má 29 pinů (21,2 mm do 4,45 mm) a má oproti typu A dvojnásobnou šířku pásma. Proto ho lze použít pro přenos videa ve velmi vysokém rozlišení, jako například budoucím WQUXGA (3840x2400). Typ B je kompatibilní s dual link DVI-D a mělo se jednat o jeho nástupce, ale nepoužívá se kvůli příliš vysokému rozlišení, které v době jeho uvedení bylo zbytečné.
- Typ C-mini. Konektor je určen pro přenosná zařízení. Je menší, než konektor typu A (10,42 mm × 2,42 mm), ale má stejný počet pinů. Pomocí redukce může být připojen na typ A.
- Typ D-micro. Konektor o rozměrech 5,83 × 2,20 mm je určen pro malá přenosná zařízení
- Typ E. Konektor se zpětnou západkou, určen do míst, kde je kritické, aby se konektor samovolně neodpojil. Je ho možné najít například na zadní straně autorádií, ovšem jeho výskyt je velmi vzácný.

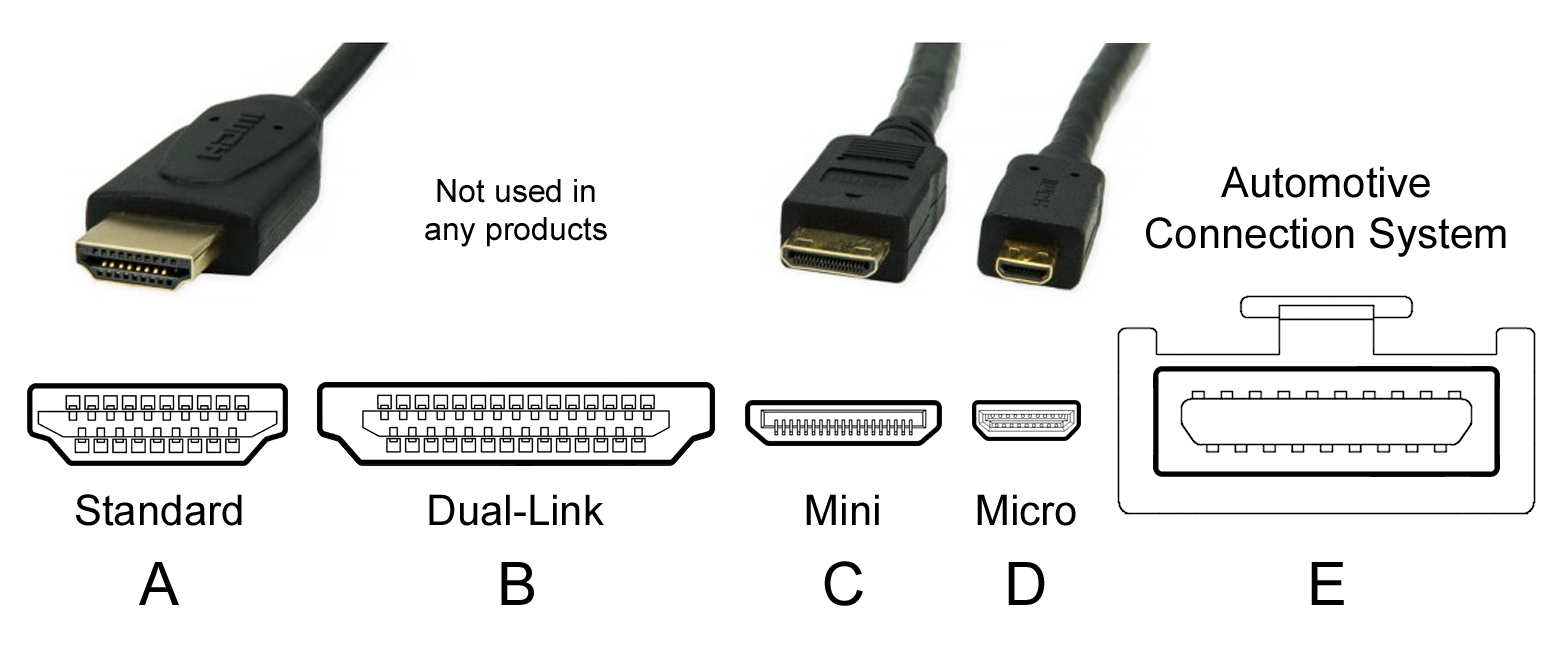
HDMI konektory

### Délka kabelu
HDMI nedefinuje maximální délku kabelu. Jediným omezením je útlum signálu. Délka tudíž závisí na konstrukci a kvalitě materiálů, které byly použity.
HDMI 1.3 definuje dva druhy kabelů:
- Kategorie 1 certifikované kabely, které byly testovány na 74,5 MHz (1080i/720p)
- Kategorie 2 certifikované kabely, které byly testovány na 340 MHz (1600p).

Běžný kabel HDMI může dosáhnout délky 12 až 15 metrů. U kabelů do 5 metrů může kabel kategorie 1 dosáhnout kvalit kategorie 2. Delší kabel může způsobit nestabilitu a blikání na obrazovce. Existují i převodníky a nástavce, které jsou schopné pomocí kabelu Cat5 prodloužit HDMI až na 50 metrů a nástavce HDMI založené na optických vláknech lze použít i přes 100 metrů.
Od začátku roku 2012 se kabely neoznačují číslem verze, ale slovně
- Standard HDMI Cable
- Standard Automotive HDMI Cable
- Standard HDMI Cable with Ethernet
- High Speed HDMI Cable with Ethernet
- High Speed HDMI Cable

### Kompatibilita s DVI

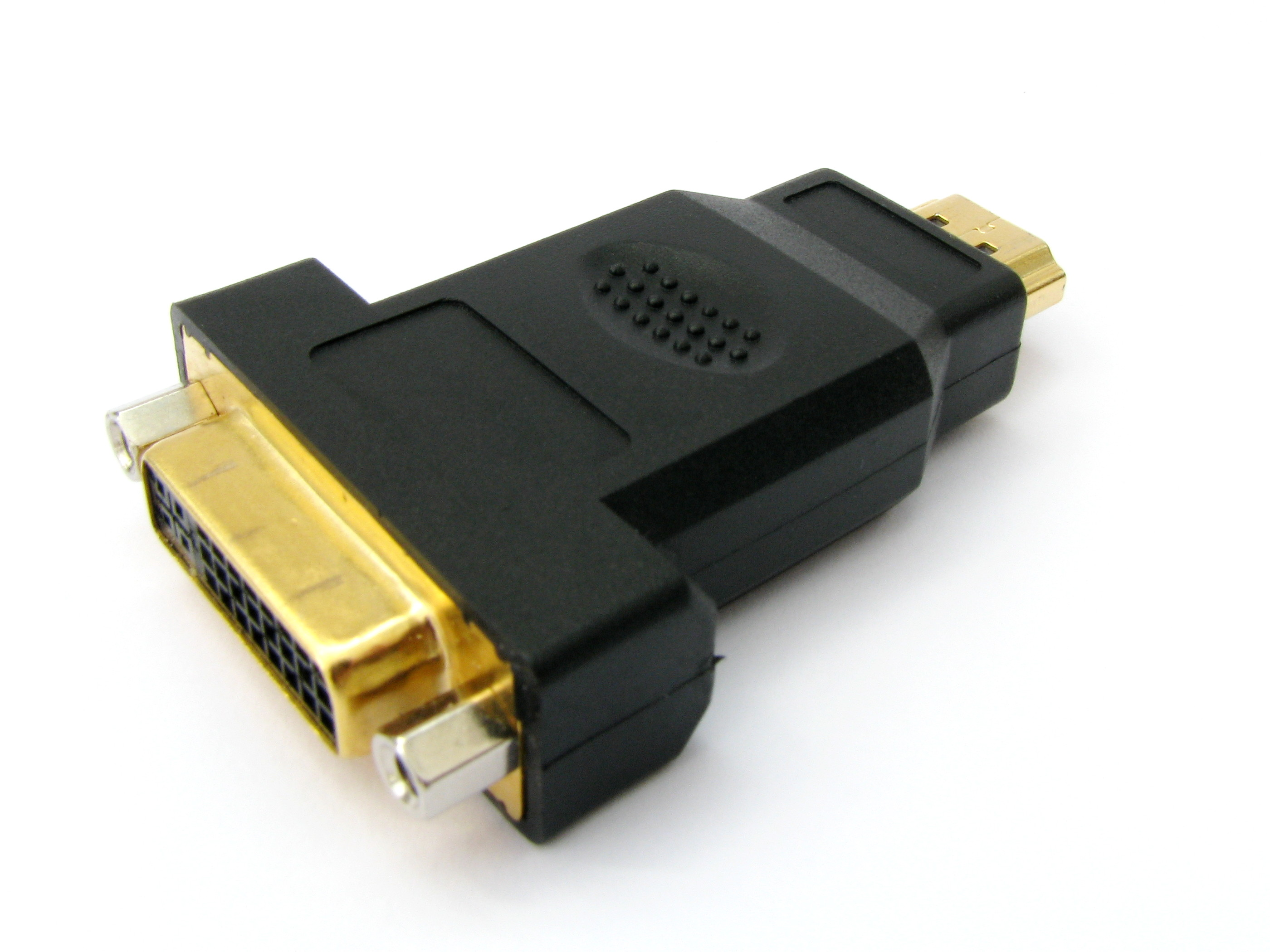
Redukce z DVI na HDMI

Signál DVI je kompatibilní s rozhraním HDMI, a to bez ztráty kvality obrazu (výstup DVI, vstup HDMI). Neumožňuje ale samozřejmě přenos zvuku nebo signálů z dálkového ovládání (Mimo grafické karty AMD řad Radeon HD, které při správném rozmístění pinů v redukci dokáží přenášet i zvuk.). Tento problém musí být řešen adaptéry či přídavnými kabely.
Opačně ale kompatibilita již fungovat vždy nemusí (výstup HDMI, vstup DVI). Audio data se totiž přenášejí po stejných vodičích jako obraz (nikoliv odděleně). Je tedy možné, že zařízení se vstupem DVI si se zvukovými daty neporadí (neodfiltruje je) a ve výsledku bude zařízení natolik zmateno, že nedokáže obraz zobrazit.

### Funkce

#### ARC (Audio return channel)
Funkce uvedena společně s HDMI 1.4. Díky ní je možné přenášet zvukový signál proti obvyklému směru dat. Využívá se u moderních televizorů, které u portů s výše uvedenou zkratkou dokáží přenášet zvuk například do A/V receiveru nebo soundbaru. Maximální datový přenos zvuku je 1 Mb/s.

#### eARC
Druhá verze ARC s přenosem vyšší kvality zvuku o proti předešlé verzi. Maximální datový přenos zvuku je 37 Mb/s.

#### CEC (Consumer electronics control)
Funkce, díky které je možné ovládat 15 zařízení skrze HDMI kabel s použitím pouze jednoho dálkového ovládání. Například ovládání hlasitosti domácího kina s pomocí ovladače televize, či projektoru.

## Verze

### HDMI 1.0
Uvedeno 9. prosince 2002
- Jednokabelový digitální audio/video konektor s maximální propustností 4.9 Gbit/s. Až 3.96 Gbit/s u HDTV a 192 kHz/24bit audio.

### HDMI 1.1
Uvedeno 20. května 2004
- Přidána podpora pro DVD-Audio.

### HDMI 1.2
Uvedeno 8. srpna 2005
- Přidána podpora pro One Bit Audio používaná u Super Audio CD.
- Možnost HDMI konektoru v PC.
- Schopnost převodu RGB na YCbCr v PC.

### HDMI 1.3 - HDMI STANDARD
Uvedeno 22. června 2006.
- Zvýšení šířky pásma na 340 MHz (10.6 Gbit/s).
- Možnost zvolit barevnou hloubku z 30bit, 36bit, a 48bit xvYCC, sRGB, nebo YCbCr na rozdíl od 24bit sRGB nebo YCbCr v předešlých verzích.
- Podporuje možnost automatické zvukové synchronizace (Audio video sync).
- Volitelně podporuje výstup Dolby TrueHD a DTS-HD Master Audio pro externí dekódování pomocí AV přijímače. TrueHD a DTS-HD jsou audio formáty použité v Blu-ray discích a HD DVD. Pokud přehrávač podporuje nekomprimovaný zvuk není verze 1.3 nutná.
- Jsou definovány kategorie 1 a 2.
- Dostupnost typu C mini-konektor pro přenosná zařízení.

### HDMI 1.4 - HDMI HIGH SPEED with ETHERNET
Uvedeno 28. května 2009
- Propustnost až 10,2Gb/s
- Přidána podpora pro 3D.
- Přidán kanál pro Ethernet.
- Přidán kanál pro zpětnou komunikaci. ARC - Audio Return Channel
- Přidána podpora pro rozlišení 3840x2160 24 Hz / 25 Hz / 30 Hz a 4096x2160 24 Hz
- Konektor D

### HDMI 2.0 - PREMIUM HDMI HIGH SPEED
Uvedeno 4. září 2013
- Propustnost až 18Gb/s
- Přidána podpora až 32 zvukových kanálů
- Podpora vzorkovací frekvence až 1536 kHz
- Přidána podpora až pro 4 audio stopy
- Podpora technologií dynamic auto lip-sync (video/zvuk) a CEC
- Přidána podpora pro rozlišení 4K na 60 Hz
- Přidána podpora formátu 21:9

### HDMI 2.1 – HDMI ULTRA HIGH SPEED
Uvedeno 29. listopadu 2017
- Propustnost až 48 Gb/s
- Podporuje vyšší video rozlišení a obnovovací rychlosti
- Podpora 8K 60 Hz a 4K 120 Hz a rozlišení až 10K
- Podporovány jsou také dynamické formáty HDR
- eARC zjednodušuje propojení

## Výhody HDMI
- Přenos nekomprimovaných dat.
- Potřeba jen jednoho kabelu pro přenos obrazu i zvuku.
- Obraz v maximálním rozlišení (HD) je celkově 2× až 5× podrobnější než obraz ve standardním rozlišení, mezery mezi řádky jsou menší nebo nepostřehnutelné. Jeho větší podrobnost umožňuje pohodlné sledování na větších úhlopříčkách.
- Možnost přenosu až 32kanálového nekomprimovaného digitálního zvuku.

## Nevýhody HDMI
- Konektory jsou „nezátěžové“ (nelze je téměř vůbec ohýbat), například v prodejnách, kde jsou kabely k HD televizorům často zamotány, jsou koncovky značně namáhány.
- Kabely s novějšími standardy mají vysokou pořizovací cenu.
- Pro použití vstupu a výstupu zároveň je nutné použít dva samostatné kabely. Jedním kabelem není možný obousměrný přenos dat.